# Zajączkowo
Zajączkowo [zajɔnt͡ʂˈkɔvɔ] (alemán: Sanskow) es un pueblo en el distrito administrativo de Gmina Kobylnica, dentro del Distrito de Słupsk, Voivodato de Pomerania, en el norte de Polonia. Se encuentra aproximadamente 7 kilómetros al sur de Kobylnica, 10 kilómetros al sur de Słupsk, y 106 kilómetros al oeste de la capital regional Gdańsk.
Hasta 1945 el área era parte de Alemania. Para la historia de la región, véase Historia de Pomerania.